# Ưng Hoàng Phúc
Nguyễn Quốc Thanh (sinh ngày 18 tháng 8 năm 1981), thường được biết đến với nghệ danh Ưng Hoàng Phúc, là một nam ca sĩ, diễn viên kiêm vũ công người Việt Nam. Với doanh số khoảng 250 nghìn đĩa được tiêu thụ, anh là một trong những nghệ sĩ V-pop bán đĩa chạy nhất. Anh từng là ca sĩ độc quyền của công ty WePro.
Ưng Hoàng Phúc cũng từng là thành viên của nhóm 1088, một ban nhạc nam nổi tiếng trong dòng nhạc trẻ Việt Nam, dưới sự quản lý của công ty Cánh Chim Việt. Sau khi Nhóm nhạc 1088 tan rã, Ưng Hoàng Phúc bắt đầu sự nghiệp solo và nhanh chóng trở thành thần tượng của một lượng lớn khán giả trẻ 8x và 9x trong suốt những năm thập niên 2000.

## Sự nghiệp
Ưng Hoàng Phúc tên thật là Nguyễn Quốc Thanh. Anh bắt đầu sự nghiệp từ lúc ký hợp đồng với Thế giới Giải trí, Ưng Hoàng Phúc đã phát hành tổng cộng 5 album riêng và một album hát chung với nhóm H.A.T. Các album của Ưng Hoàng Phúc khi phát hành đều thành công.
Xuất thân từ nhóm nhạc nổi tiếng 1088 nên sau khi tách nhóm và đầu quân về công ty We Pro, Ưng Hoàng Phúc đã nhanh chóng trở thành "hiện tượng" với loạt bài hit đình đám Thà rằng như thế, Tôi đi tìm tôi, Nỗi nhớ,…
Năm 2002, album đầu tiên "Thà rằng như thế" anh đã làm "dậy sóng” thị trường với 15.000 bản chỉ tiêu thụ trong 15 ngày đầu tiên, và con số cuối cùng đạt mức kỉ lục 55.000 bản.
Năm 2003, Vol 2 tiêu thụ 35.000 bản.
Năm 2004, album vol 3 "Hứa nhiều thất hứa thật nhiều" tạo một kỉ lục mới, 66.000 bản được tiêu thụ chỉ trong thời gian ngắn. Năm 2004, anh hợp tác cùng nhóm H.A.T
Năm 2005, anh cho phát hành album Vol. 4 được thực hiện tại Hong Kong
Sau khi phát hành vol 5, Ưng Hoàng Phúc phải nghỉ một thời gian khá dài vì bị thoái vị đĩa đệm, tưởng như phải từ bỏ sự nghiệp sớm nhưng với những nỗ lực hết mình Ưng Hoàng Phúc đã chiến thắng được căn bệnh và bước trở lại VPop.
Sau khi điều trị bệnh thoát vị đĩa đệm tại Singapore trong vòng 2 năm, đầu năm 2009, Ưng Hoàng Phúc kết thúc hợp đồng với Thế giới Giải trí và bắt đầu một kế hoạch mới cho riêng anh đó là lập một công ty riêng cho mình mang tên "WMA Records". Ngay sau đó, Ưng Hoàng Phúc tự thành lập công ty âm nhạc riêng lấy tên là Green Space Communication với thương hiệu WMA Record. Năm 2011, thương hiệu này được đổi thành U-Media.

### Album
2002: Thà rằng như thế... Tôi đi tìm tôi (Vol. 1)
2003: Người ta nói... Thà một lần đau (Vol. 2)
2004: Hứa thật nhiều thất hứa thật nhiều (Vol. 3)
2004: Anh không muốn bất công với em 2 (Album chung với nhóm H.A.T)
2005: Đàn ông không được quên... Hết tình còn nghĩa (Vol 4)
2007: Sóng ngầm (Vol. 5)
2009: Tự tin để đứng vững (Vol. 6)
2010: Căn gác trống (Single)
2010: Greatest Hits - Nhìn Lại... Tôi Đi Tìm Tôi (Vol. 7)
2010: Ưng Hoàng Phúc Xmas 2010
2011: Chuyện đó đâu ai ngờ (Single)
2011: U1 (Vol. 8)
2012: Rồng đen (Mini album)
2012: Để mọi thứ qua đi (Mini album)
2012: Đi ngược chiều thương (Single) (ft. Trà Ngọc Hằng)
2014: Top Hits Remix 2014
2014: Dĩ vãng nhạt nhòa (Single) (ft. Yến Trang)
2014: Tuyệt phẩm song ca - Hai mùa Noel (Remix Dance)
2015: Tuyệt phẩm Xuân ba miền
2015: Mất em - Người anh đã yêu (Vol. 9)
2015; Lady love (Single)
2016: Thành phố của tôi
2016: Xuân yêu thương (Remix) (Single)
2016: Cảm thấu (Vol. 10)
2016: The Remix Collection 2016
2016: Nonstop Hits
2017: Khắc họa tương tư (Single)
2017: Tình như sương khói (Single)
2017: Em là hot girl (Single) (ft. Chung Thương T-JO)
2017: Đâu dễ tìm được nhau (Single)
2017: Nơi đó có con đường - Đâu dễ tìm được nhau
2017: Tình yêu không đủ giữ người mình yêu (Single)
2017: Vu lan
2017: Gia đình tôi chọn (ft. Various Artists)
2017: Người ta nói (Single)
2017: Làn sóng xanh
2017: Nhớ em thầm gọi tên (Single)
2017: Bắt đầu một kết thúc (Single) (ft. Thu Thủy)
2018: Gánh con gánh cả cuộc đời (Single)
2018: Tái sinh
2018: Người sẽ đi tìm em (Sóng ngầm 2 OST)
2018: Bước qua Thế Giới (OST Ông Trùm dẹp loạn giang hồ)
2018: Ta vẫn còn yêu (Single) (ft. Kim Cương)
2019: Đời cho ta những gì (Ông Trùm 2 OST)
2019: Từ nay học tu nương đạo vàng (Single)
2019: Em đừng hỏi (Single)
2019: Cách biệt hai phương trời (Single)
2020: Xuân về con cũng về (Single) (ft. Phạm Quỳnh Anh, Lam Trường)
2020: Giai điệu mùa xuân (Single) (ft. Thu Thủy)
2020: Nước cờ em chọn (Ông Trùm Bùi Viện OST)
2022: Trọn Vẹn Nghĩa Tình (Phúc Cọp OST) (ft.Wowy)
2022: Chạm (Single)
2023: Không Quay Đầu (Phúc Cọp - Chạm OST) (ft. Sol7)
2023: Khép Mi Trong Đêm (Single)
2023: Sợ Rằng Em Biết Anh Còn Yêu Em (Single)
2023: Nổi Nhớ Nơi Con Tim Mồ Côi (Single) (ft. Quân AP)
2024: Đi Sai Nước Cờ (Single)
2024 Nghĩa Khí Anh Hào ( Phúc Cọp - Sóng Ngầm OST)
2024: Chia Mình Ra Làm Hai (Single) (ft. Sara Lưu)
2025: Vẽ Hoa Vẽ Lá (Single)

## Liveshow
Ngày 10/03/2018, Liveshow mang tên "Tái Sinh" của Ưng Hoàng Phúc lần đầu tiên sau 18 năm ca hát tại Cung Văn Hoá Hữu Nghị Hà Nội. Đêm liveshow được xem như một cuốn phim quay chậm mà ở đó, Ưng Hoàng Phúc cùng khán giả có cơ hội được sống lại tuổi thanh xuân cách đây 18 năm về trước bằng loạt hit đình đám như "Hứa thật nhiều thất hứa thật nhiều", "Vì sao trong lòng tôi", "Kỷ niệm bỏ quên", "Tôi không tin", "Thà rằng như thế", "Anh không muốn bất công với em"... Tại đây, anh và các vị khách mời đặc biệt của chương trình như nữ ca sĩ Thu Minh, Quang Dũng, Thu Thủy, Phạm Quỳnh Anh, Dương Ngọc Thái và nhóm Oplus đã cùng nhau thăng hoa, tạo nên một "bữa tiệc" âm nhạc.
16/12/2023 , All Star Concert Ca sĩ mặt nạ (mùa 2) của VieON

## Đời tư
Ưng Hoàng Phúc chung sống trong vòng 6 năm với siêu mẫu Kim Cương (đã có một đời chồng và có con riêng) và con chung tên là Johnny (Nguyễn Quốc Minh) nhưng đến ngày 1 tháng 12 năm 2018 cả hai mới làm đám cưới tại Thành phố Hồ Chí Minh. Ngày 30/09/2019, Kim Cương, vợ Ưng Hoàng Phúc sinh một bé gái.